# Саблин, Дмитрий Анатольевич
Дми́трий Анато́льевич Са́блин (род. 7 февраля 1979, Кременчуг, Полтавская область) — украинский гребец-каноист, выступал за сборную Украины в конце 1990-х — середине 2000-х годов. Участник летних Олимпийских игр в Сиднее, чемпион мира, двукратный чемпион Европы, победитель многих регат национального и международного значения. На соревнованиях представлял спортивное общество «Украина», заслуженный мастер спорта.

## Биография
Дмитрий Саблин родился 7 февраля 1979 года в городе Кременчуг Полтавской области Украинской ССР. Активно заниматься греблей начал с раннего детства, проходил подготовку в Комсомольске в местном спортивном обществе «Украина».
Первого серьёзного успеха на взрослом международном уровне добился в 1999 году, когда попал в основной состав украинской национальной сборной и побывал на чемпионате Европы в хорватском Загребе, откуда привёз награду бронзового достоинства, выигранную в программе четырёхместных экипажей на тысяче метрах совместно с такими гребцами как Николай Димаков, Леонид Камлочук и Роман Бундз — в решающем заезде его опередили только сборные России и Румынии. Год спустя на европейском первенстве в польской Познани одержал победу в одиночках на двухстах метрах и стал бронзовым призёром в четвёрках на двухстах метрах.
Благодаря череде удачных выступлений удостоился права защищать честь страны на летних Олимпийских играх 2000 года в Сиднее — вместе с напарником Сергеем Климнюком сумел дойти до финала в двойках на дистанции 500 метров, но в решающем заезде показал лишь восьмой результат.
После сиднейской Олимпиады Саблин остался в основном составе гребной команды Украины и продолжил принимать участие в крупнейших международных регатах. Так, в 2001 году он завоевал золотые медали на чемпионате Европы в Милане и на чемпионате мира в Познани — обе в зачёте одиночных каноэ на дистанции 200 метров. В следующем сезоне на мировом первенстве в испанской Севилье выиграл в той же дисциплине серебряную медаль, но затем его уличили в употреблении запрещённых веществ и дисквалифицировали с аннулированием результатов.
По окончании срока дисквалификации Дмитрий Саблин вернулся в большой спорт и уже в 2003 году на чемпионате мира в американском Гейнсвилле получил бронзу в двойках на двухстах метрах. Последний раз показал сколько-нибудь значимый результат в сезоне 2006 года на европейском первенстве в чешском Рачице, когда стал бронзовым призёром в двухсотметровой гонке двухместных экипажей. Вскоре по окончании этих соревнований принял решение завершить карьеру профессионального спортсмена, уступив место в сборной молодым украинским гребцам.
За выдающиеся спортивные достижения удостоен почётного звания «Заслуженный мастер спорта Украины».